# Megachile polychroma
Megachile polychroma är en biart som beskrevs av Cockerell 1937. Megachile polychroma ingår i släktet tapetserarbin, och familjen buksamlarbin. Inga underarter finns listade i Catalogue of Life.